# Pedro Guevara

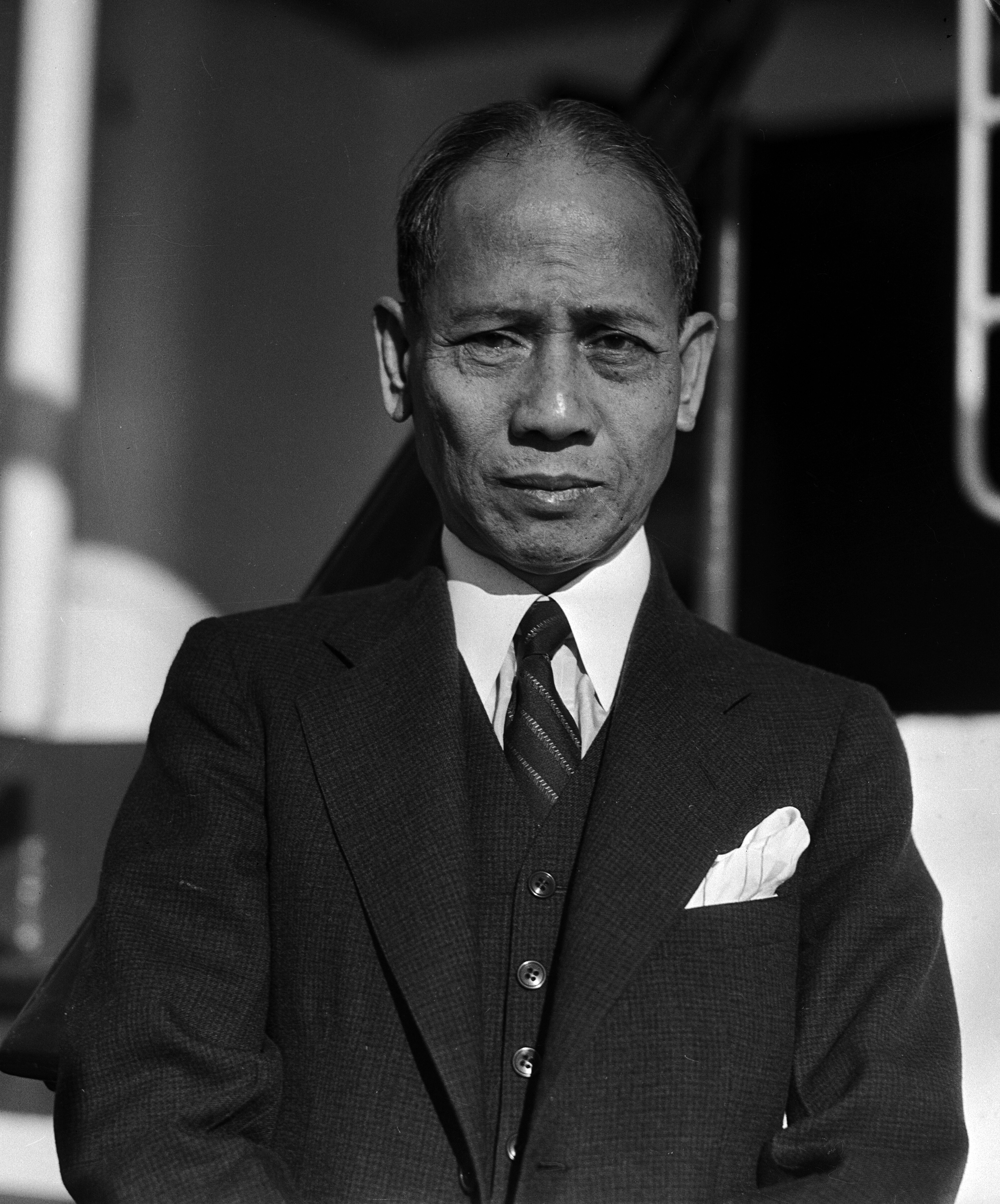
Pedro Guevara (1930s)

Pedro Guevara (Santa Cruz, 23 februari 1879 - 19 januari 1938) was een Filipijns jurist en politicus. Hij was werkzaam als advocaat en werd gekozen in het Filipijns Huis van Afgevaardigden en de Senaat van de Filipijnen. Tevens was Guevara van 1923 tot 1935 Resident Commissioner.

## Biografie
Pedro Guevara werd geboren op 23 februari 1879 in Santa Cruz in de Filipijnse provincie Laguna. Hij studeerde eerst aan het Ateneo de Manila en voltooide aansluitend een bachelor-opleiding aan het Colegio de San Juan de Letran. Tijdens de Filipijnse revolutie was Guevara aide-de-camp van generaal Juan Cailles. Na de revolutie diende hij in de Philippine Constabulary, waarin hij op een gegeven moment werd benoemd tot tweede luitenant. In 1907 was Guevara ook nog kort raadslid van San Felipe Neri. In 1908 voltooide hij aan La Jurisprudentia een bachelor-opleiding rechten, waarna hij in 1909 slaagde voor het toelatingsexamen (bar exam) van de Filipijnse balie.
Kort daarna werd Guevara bij de verkiezingen van 1909 namens het 2e kiesdistrict van Laguna gekozen in het Filipijns Huis van Afgevaardigden. Hij werd tweemaal herkozen en diende in het Huis totdat hij in 1916 namens het 4e senaatsdistrict werd gekozen als lid van de Filipijnse Senaat. Na zijn termijn in de Senaat was Guevara van 1923 tot 1935 een van de twee Filipijnse Resident Commissioners. Deze afgevaardigden vertegenwoordigden de Filipijnen in het Amerikaanse Huis van Afgevaardigden, en mochten daar toespraken houden en meedebatteren, maar hadden in tegenstelling tot de overige afgevaardigden, geen stemrecht. In 1934 nam Guevera namens Laguna deel aan de Constitutionele Conventie ten behoeve van de nieuwe Filipijnse Grondwet
Na 1935 trok Guevara zich terug uit de politiek en was hij werkzaam als advocaat en topman in het bedrijfsleven. Guevara overleed in 1938 op 58-jarige leeftijd aan de gevolgen van een hartaanval tijdens een van zijn rechtszaken bij het Hooggerechtshof van de Filipijnen.

## Bron
- Montano D. Nazarrio, Whos' who in the Constitutional Convention, The Philippines herald (3 augustus 1934)
- Miguel R. Cornejo, Cornejo's Commonwealth directory of the Philippines, Encyclopedic ed., Manilla (1939)

- Bibliothèque nationale de France: cb17747826r (data)
- Library of Congress Control Number: no99049091
- SNAC: w6kj1d1d
- Biographical Directory of the United States Congress: G000518
- Virtual International Authority File: 43935043
- WorldCat: E39PBJgRXp6p9q7rgYw9mXBVmd